# Горбань Федір Григорович
Федір Григорович Горбань (нар. 18 березня 1905, слобода Макіївська, тепер місто Макіївка Донецької області — 1968) — радянський діяч органів держбезпеки, начальник УНКВС по Запорізькій області, секретар Львівського обласного комітету КП(б)У, гвардії підполковник. Депутат Запорізької обласної ради 1-го скликання. Депутат Львівської обласної ради 2-го скликання. 

## Біографія
Народився в родині шахтаря. У 1918 році закінчив сільську школу.
У жовтні 1918 — жовтні 1924 року — камеронщик на шахті № 24/25 міста Макіївки. У 1921 році вступив до комсомолу.
У жовтні 1924 — вересні 1926 року — слюсар Макіївського труболиварного заводу.
Член ВКП(б) з січня 1926 року.
У вересні 1926 — вересні 1929 року — слухач робітничого факультету Харківського інституту народної освіти.
У вересні 1929 — грудні 1933 року — студент Новочеркаського індустріального інституту.
У грудні 1933 — жовтні 1934 року — червонофлотець бригади підводних човнів Чорноморського флоту.
У жовтні 1934 — березні 1938 року — головний енергетик Макіївського трубного заводу Донецької області.
У березні 1938 — січні 1939 року — оперативний уповноважений Управління НКВС по Сталінській області.
15 січня 1939 — 28 березня 1941 року — начальник Управління НКВС по Запорізькій області.
З квітня по червень 1941 року — секретар Львівського обласного комітету КП(б)У з легкої і місцевої промисловості.
З червня 1941 по вересень 1946 року — в Червоній армії. Перебував на військово-політичній роботі, учасник німецько-радянської війни. З червня 1941 по червень 1942 року — комісар військ зв'язку штабу Південно-Західного фронту. У червні 1942 — січні 1943 року — військовий комісар штабу 57-ї армії Сталінградського фронту. З січня 1943 по серпень 1944 року — заступник начальника з політичної частини Управління тилу (начальник політичного відділу тилових частин і закладів) 4-ї гвардійської армії Степового і 2-го Українського фронтів. У серпні 1944 — березні 1945 року — начальник політичного відділу 202-ї стрілецької дивізії 3-го Українського фронту.
У березні 1945 — вересні 1946 року — відповідальний секретар партійної комісії при політичному відділі 5-ї гвардійської армії.
25 грудня (затв. у листопаді) 1946 — березень 1947 року — заступник секретаря Львівського обласного комітету КП(б)У із промисловості — завідувач промислового відділу Львівського обласного комітету КП(б)У.
У березні 1947 — 24 лютого 1951 року — 3-й секретар Львівського обласного комітету КП(б)У.
24 лютого 1951 — вересень 1952 року — начальник політичного відділу будівельно-монтажного управління № 1 «Укрводбуду» міста Запоріжжя.
З вересня 1952 року — начальник дільниці будівельно-монтажного управління № 4 «Укрводбуду» Мелітопольського району Запорізької області.
Помер у 1968 році.

## Звання
- капітан державної безпеки (17.01.1939)
- гвардії підполковник

## Нагороди
- орден Вітчизняної війни I ст. (12.10.1944)
- орден Вітчизняної війни IІ ст. (3.04.1944)
- два ордени Червоного Прапора (20.04.1945, 30.04.1945)
- орден «Знак Пошани» (23.01.1948)
- медаль «За оборону Сталінграда» (22.12.1942)
- медаль «За перемогу над Німеччиною у Великій Вітчизняній війні 1941—1945 рр.» (9.05.1945)
- медалі